# بهاء الحريري
بهاء الدين رفيق الحريري (1966 - )، رجل أعمال وفاعل خير لبناني. هو الابن الأكبر لرئيس الوزراء اللبناني الأسبق رفيق الحريري من زوجته الأولى العراقية نضال بستاني. يدير قسم من أعمال عائلته المتوزعة في مختلف القطاعات الاستثمارية وفي عدة بلدان حول العالم.
تابع دراسته في مدرسة الفرير في الرميلة، وبعد تخرجه في جامعة بوسطن توجه إلى السعودية ليعمل في مجال الهندسة والعمارة في «شركة سعودي أوجيه» التابعة للعائلة، وتدرج في كل الوظائف التابعة للشركة إلى أن تسلم مهمة التدقيق وأصبح مديرًا للتدقيق في الشركة، ثم تركها لينشئ عمله الخاص لكنه بقي يساهم في الجانب التنفيذي. وهو أيضاً رئيس شركة العبدلي في الأردن لبناء الوسط التجاري في عمّان. كما أسس «شركة هورايزون للمشاريع الإعمارية» في لبنان. وهو الراعي الفخري للنادي الرياضي اللبناني. وكان قد عمل في إدارة مصرفين مهمين تابعين لعائلته وهما البنك العربي وبنك البحر المتوسط، كما أنه يشارك في رئاسة جريدة المستقبل اللبنانية.

## التبرعات
تبرع بهاء الحريري بمليون دولار لحملة الجامعة اللبنانية الأمريكية للتلقيح ضد فيروس كورونا.

## الحياة الشخصية
تزوج ثلاث مرات: مرتان من لبنانيتين، قمر هلال شهاب من صيدا ثم دينا البابا من طرابلس ولها منه بنتان هما بهية ودانة وابن هو رفيق وبعد طلاقه تزوج في 2014 من السعودية حسناء أبو سبعة (من والد سعودي وأم بريطانية) واُقيم حفل زفافهما في منتجع «إدن روك» في أنتيب في جنوب فرنسا.